# Liste der Monuments historiques in Croutoy
Die Liste der Monuments historiques in Croutoy führt die Monuments historiques in der französischen Gemeinde Croutoy auf.

## Liste der Bauwerke
| Bezeichnung       | Beschreibung | Standort | Kennzeichnung | Schutzstatus | Datum | Bild           |
| ----------------- | ------------ | -------- | ------------- | ------------ | ----- | -------------- |
| Kirche Notre-Dame |              | (Lage)   | PA00114671    | Classé       | 1920  | weitere Bilder |

## Liste der Objekte
| Bezeichnung               | Beschreibung                      | Standort                        | Kennzeichnung | Schutzstatus | Datum | Bild |
| ------------------------- | --------------------------------- | ------------------------------- | ------------- | ------------ | ----- | ---- |
| Taufbecken                | Stein, Ende des 12. Jahrhunderts  | in der Kirche Notre-Dame (Lage) | PM60000695    | Classé       | 1920  |      |
| Skulptur Madonna mit Kind | Marmor, Ende des 14. Jahrhunderts | in der Kirche Notre-Dame (Lage) | PM60000696    | Classé       | 1925  |      |
| Lesepult mit Adler        | Holz, Anfang des 18. Jahrhunderts | in der Kirche Notre-Dame (Lage) | PM60000697    | Classé       | 1925  |      |